# U parku (1915.)
U parku (u eng. izvorniku: In the Park) je bila 4. crno-bijela filmska komedija iz Essanay Studiosa u kojoj se pojavio Charlie Chaplin.

## Glume
- Charles Chaplin - Charlie
- Edna Purviance - medicinska sestra
- Leo White - grof, elegantni kicoš
- Leona Anderson - grofova ljubav
- Bud Jamison - Ednin udvarač
- Billy Armstrong - kradljivac kobasica
- Ernest Van Pelt - prodavač kobasica